# Championnat de Pologne de football 1934
Navigation
Édition précédente Édition suivante
La saison 1934 du championnat de Pologne est la treizième saison de l'histoire de la compétition. Cette édition a été remportée par le Ruch Chorzów pour la deuxième fois consécutive, devant le KS Cracovia.

## Les clubs participants
| Club                  | Ville    |
| --------------------- | -------- |
| Garbarnia Cracovie    | Cracovie |
| KS Cracovia           | Cracovie |
| Legia Varsovie        | Varsovie |
| LKS Łódź              | Lódź     |
| Podgórze Cracovie     | Cracovie |
| Pogoń Lvov            | Lvov     |
| Polonia Varsovie      | Varsovie |
| Ruch Chorzów          | Chorzów  |
| Strzelec Siedlce      | Siedlce  |
| Warszawianka Varsovie | Varsovie |
| Warta Poznań          | Poznań   |
| Wisła Cracovie        | Cracovie |

## Compétition

### Classement
| Rang | Équipe                | Pts | J  | G  | N | P  | Bp | Bc | Diff |
| ---- | --------------------- | --- | -- | -- | - | -- | -- | -- | ---- |
| 1    | Ruch Chorzów          | 36  | 22 | 16 | 4 | 2  | 90 | 29 | +61  |
| 2    | KS Cracovia           | 29  | 22 | 14 | 1 | 7  | 48 | 32 | +16  |
| 3    | Wisła Cracovie        | 28  | 22 | 13 | 2 | 7  | 54 | 36 | +18  |
| 4    | Garbarnia Cracovie    | 25  | 22 | 11 | 3 | 7  | 49 | 36 | +13  |
| 5    | Legia Varsovie        | 24  | 22 | 10 | 4 | 8  | 37 | 30 | +7   |
| 6    | Pogoń Lvov            | 24  | 22 | 12 | 0 | 10 | 41 | 38 | +3   |
| 7    | Warta Poznań          | 22  | 22 | 9  | 4 | 9  | 50 | 44 | +6   |
| 8    | ŁKS Łódź              | 21  | 22 | 10 | 1 | 10 | 31 | 45 | -14  |
| 9    | Polonia Varsovie (P)  | 18  | 22 | 6  | 6 | 10 | 30 | 47 | -17  |
| 10   | Warszawianka Varsovie | 17  | 22 | 8  | 1 | 13 | 26 | 33 | -7   |
| 11   | Podgórze Cracovie     | 15  | 22 | 6  | 3 | 13 | 37 | 53 | -16  |
| 12   | Strzelec Siedlce      | 3   | 22 | 1  | 1 | 20 | 15 | 73 | -58  |

| Légende | Légende               |
| ------- | --------------------- |
|         | Champion de Pologne   |
|         | Relégation en Klasa A |
|         | (P) : Promu           |

## Meilleurs buteurs
| # | Joueur             | Équipe             | Buts |
| - | ------------------ | ------------------ | ---- |
| 1 | Ernest Wilimowski  | Ruch Chorzów       | 34   |
| 2 | Teodor Peterek     | Ruch Chorzów       | 28   |
| 3 | Karol Pazurek (pl) | Garbarnia Cracovie | 13   |
|   | Fryderyk Scherfke  | Warta Poznań       | 13   |